# شلومو أرجوف

شلومو أرجوف

شلومو أرجوف (بالعبرية: שלמה ארגוב) (1929 - 2003) دبلوماسي من إسرائيل كان سفيرا لإسرائيل في المملكة المتحدة وتم استعمال محاولة اغتياله كأحد مسببات غزو لبنان 1982، من مواليد القدس، إنظم إلى البلماح، القوة المتحركة الضاربة التابعة للهاجاناه وهو في سن المراهقة والتحق بالجيش الإسرائيلي في بدايات تأسيسه في عام 1948 وجرح في حرب 1948. تخرج من جامعة جورجتاون في مجال العلاقات الخارجية عام 1962 وبدأ مسيرته الدبلوماسية كملحق للسفارات الإسرائيلية في غانا ونيجيريا وأصبح سفيرا لإسرائيل في المكسيك في عام 1971 إلى عام 1974 وسفيرا في هولندا عام 1977 وسفيرا في بريطانيا عام 1979.
في 3 يونيو 1982 تعرض لمحاولة اغتيال في لندن من قبل 3 أعضاء في منظمة أبو نضال الذي كان يتزعمها صبري البنا، أدت محاولة الاغتيال هذه إلى جروح بليغة تسببت في شلل أرجوف وبقائه في غيبوبة لمدة 3 أشهر، بالرغم من أن الجماعة المنظمة لمحاولة الاغتيال كانت منشقة عن منظمة التحرير الفلسطينية إلا أن هذه العملية استخدمت كأحد المبررات الرئيسية في غزو لبنان 1982 ومطاردة مقاتلي منظمة التحرير.